# Зопирион
Зопирион (на латински: Zopyrionis, praefecti eius in Scythia; Zopyrione, Zopyrion; † 331 г. пр. Хр. или 325 г. пр. Хр.) е македонски военачалник, военен управител (strategos) в Тракия по времето на управлението на Александър Велики.
Когато Александър Велики е на поход в Азия регентът Антипатър назначава Зопирион за военен управител, стратег (strategos) на Тракия.
През 332 г. пр. Хр. Зопирион ръководи голям поход за подчиняване на гръцката колония Олбия на Черно море. Той прекосява Дунав с 30.000 души, за да марширува по брега. Обсадата не успява, понеже жителите се съпротивлявали и между другото освободили своите роби и на чуждите обещали жителство, за да участват в защитата на града. На връщане македонската войска е нападната от скитите и гетите, с които Олбия се е съюзила и Зопирион е убит.
Според Марк Юниан Юстин походът се състои през 331 г. пр. Хр., но за тази година стратег на Тракия е бунтуващият се Мемнон. Според Квинт Курций Руф походът се провежда през 325 г. пр. Хр., което означава, че Зопирион е приемник на Мемнон. Според него разгромяването на македонската войска и смъртта на Зопирион е допринесло за отделянето на множество тракийски племена под Севт III от македонското владичество.
Едва с назначаването на Лизимах за управител през 323 пр.н.е. отново се установява  македонската власт в Тракия.